# Rainer Oefelein

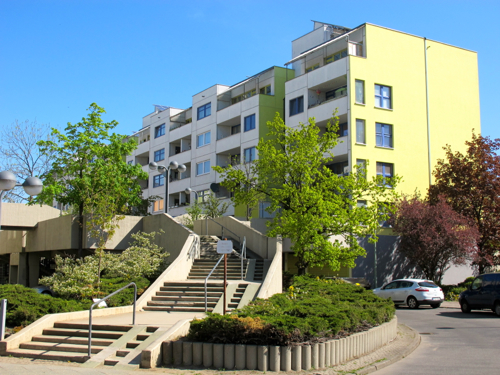
High-Deck-Siedlung

Rainer Oefelein, född 23 augusti 1935 i Dresden, död 19 januari 2011 i Kremmen, var en tysk arkitekt och högskolelärare. Oefelein skapade som arkitekt flera bostadsområden i Berlin, det största projektet var High-Deck-Siedlung i Neukölln, ett område som sågs som innovativt under 1970- och 1980-talet. Området utmärker sig, och har fått sitt namn från idén att ha trafikseparering mellan fotgängare och fordonstrafik. Gatorna med över 1000 parkeringsplatser och garage ligger under själva bostäderna, de så kallade High-Decks. Oefelein skapade även nya bostadshus i Rollbergsiedlung och Pfarrland-Siedlung.